# Liste der Monuments historiques in Bodilis
Die Liste der Monuments historiques in Bodilis führt die Monuments historiques in der französischen Gemeinde Bodilis auf.

## Liste der Bauwerke
| Bezeichnung       | Beschreibung                  | Standort              | Kennzeichnung | Schutzstatus | Datum | Bild           |
| ----------------- | ----------------------------- | --------------------- | ------------- | ------------ | ----- | -------------- |
| Kirche Notre-Dame | Erbaut ab dem 16. Jahrhundert | Rue Notre-Dame (Lage) | PA00089839    | Classé       | 1910  | weitere Bilder |

## Liste der Objekte

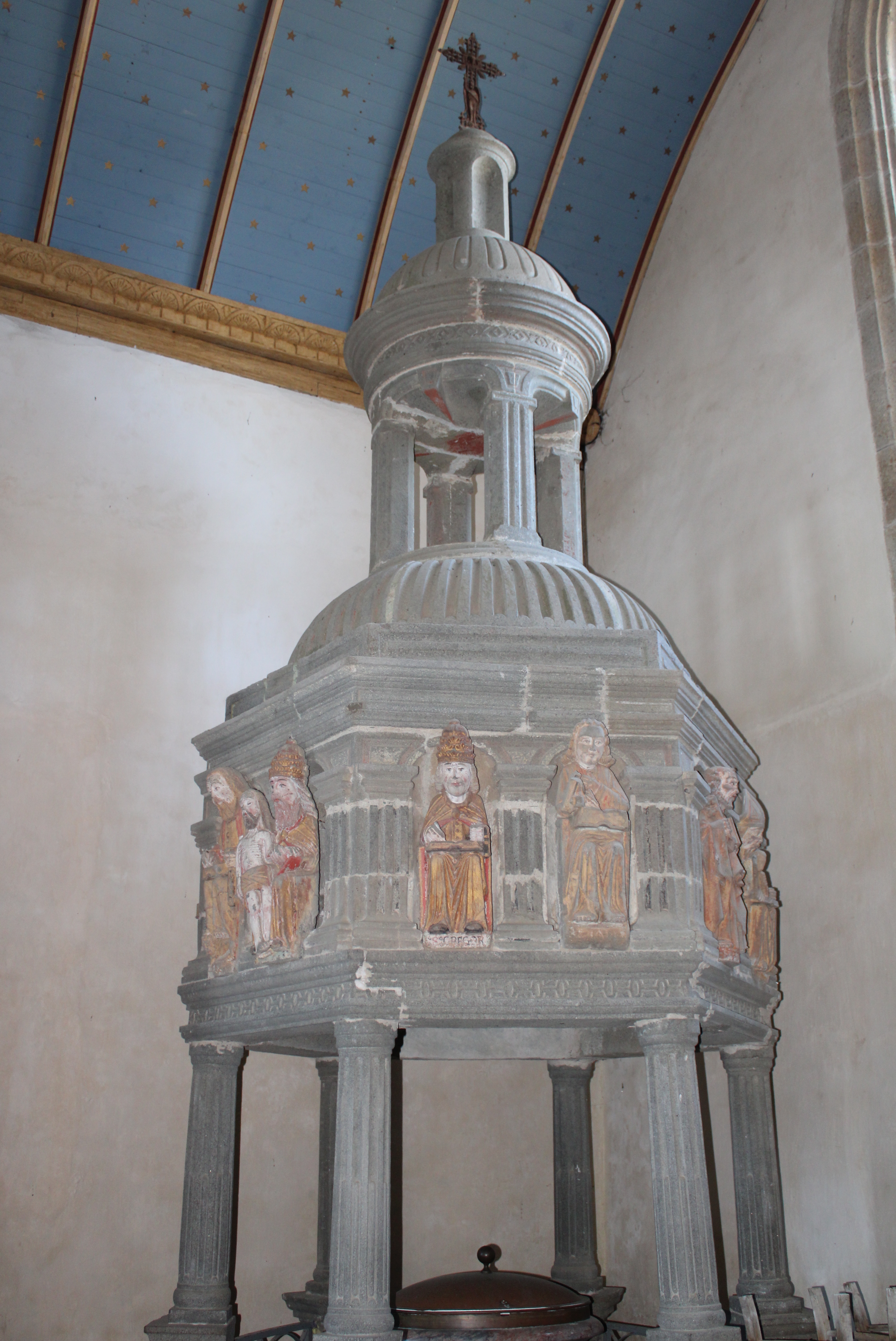
Baldachin (16. Jahrhundert) über dem Taufbecken

- Monuments historiques (Objekte) in Bodilis in der Base Palissy des französischen Kultusministeriums

Siehe auch: Baldachin Notre-Dame (Bodilis)